# Пи-Пуппиды
π-Пуппи́ды — метеорный поток, связанный с кометой Григга — Скьеллерупа. Получил своё название из-за того, что радиант потока (α = 112°, δ = −43°) располагается в созвездии Кормы (лат. Puppis). Из-за этого поток наблюдается только в южных районах.
π-Пуппиды были открыты в 1972 году. Они наблюдаются приблизительно каждые 5 лет около 23 апреля, во время прохождения кометой перигелия, но обычно имеют очень мало метеоров в час.
Последний раз π-Пуппиды наблюдались в 2003 году.